# Carl Ortwin Sauer
Carl Ortwin Sauer (Warrenton, 24 december 1889 – Berkeley, 18 juli 1975) was een Amerikaans geograaf.

## Levensloop
Carl Sauer werd geboren in Warrenton, in Missouri, een gebied waar zich in de 19e eeuw veel Duitse kolonisten hadden gevestigd. Zijn vader was leraar Frans en muziek. De familie Straus onderhield steeds nauwe contacten met Duitsland en Carl Sauer correspondeerde nog geruime tijd in het Duits met zijn ouders. De kennis van de Duitse taal verschafte hem een uitstekende toegang tot de Duitstalige geografische literatuur.
Sauer studeerde in Chicago geologie, plantenecologie en geografie en hij promoveerde in 1915. Hij doceerde daarna tussen 1915 en 1923 aan de universiteit van Michigan, eerst als wetenschappelijk medewerker, later als hoogleraar. In die periode functioneerde hij ook als adviseur bij de US Soil Conservation Service (nu bekend onder de naam Natural Resources Conservation Service (NRCS)). In 1922 was hij nauw betrokken bij de vorming van de Michigan Land Economic Survey.
Van grote betekenis voor zijn wetenschappelijke carrière was zijn vertrek naar Berkeley waar hij benoemd was tot hoogleraar geografie. Hij kreeg er bovendien de leiding van het Geografisch Instituut van de University of California. Zijn sterke persoonlijkheid en zijn organisatorische gaven leidden tot schoolvorming: de Berkeley School in de Culturele geografie. Hij bleef tot zijn emeritaat aan deze universiteit verbonden.
In zijn onderzoek had Sauer steeds veel aandacht voor het alledaagse leven van de gewone man. Het directe contact dat eenvoudig levende mensen hadden met de hen omringende natuur prefereerde hij boven de vaak destructieve activiteiten van de moderne landbouwer of stedeling. Dat was het logische gevolg van zijn overtuiging, dat de mens verantwoordelijk was voor de instandhouding van het ecologisch evenwicht. Hij stond daarom sterk afwijzend tegenover moderne processen als industrialisatie of verstedelijking.
Sauer was in 1940 voorzitter van de AAG (Association of American Geographers). Dit genootschap benoemde hem in 1955 tot ere-voorzitter. Hij speelde een leidende rol op het congres in Princeton dat resulteerde in de publicatie van het befaamde boek ‘Man’s role in changing the face of the earth’. In dit 1200 pagina’s tellende werk waren de lezingen van het congres gebundeld. Hij fungeerde jaren als een onmisbare bron van informatie voor de culturele geografie.
Sauer was ook ere-lid van verschillende geografische genootschappen buiten de Verenigde Staten o.a. van het Koninklijk Nederlands Aardrijkskundig Genootschap. Hij ontving onder meer in 1957 de Vega Medal van de SSAG (Svenska Sällkapet för Antropologia och Geografi), de Alexander von Humboldt medaille van de Gesellschaft für Erdkunde (1959) en de Victoria Medal van de Royal Geographical Society (1975).

## The Morphology of landscape
Bij zijn benoeming in Berkeley presenteerde Sauer zijn opvattingen over de geografie in zijn oratie The Morphology of landscape. Sauer zette zich af tegen de zogenaamde ‘ environmental approach’ waardoor de geografiebeoefening in de Verenigde Staten werd beheerst. De belangrijkste vertegenwoordigers van deze stroming waren William Morris Davis, Ellen Churchill Semple en Ellsworth Huntington. Volgens hen was het centrale thema in de geografie de bestudering van de invloed van de fysische omgeving (klimaat, bodem, reliëf) op de menselijke activiteit. Sauer echter draaide deze probleemstelling om en richtte zijn onderzoek op de manier waarop de mens de natuurlijke omgeving verandert en inricht. Sauer wees dus het Fysisch-geografisch determinisme af en zocht aansluiting bij het chorologisch concept van Alfred Hettner.
In zijn oratie formuleerde hij zijn ideeën voor een methodologische analyse van het cultuurlandschap. Cultuurlandschap werd door hem als volgt omschreven: ‘The cultural landscape is fashioned from a natural landscape by a culture group. Culture is the agent, the natural area is the medium, the cultural landscape the result’. Bij zijn onderzoek toonde Sauer een grote belangstelling voor de genese van het cultuurlandschap. Door een analyse van de opeenvolgende stadia van menselijke aanwezigheid in een bepaald gebied, probeerde hij meer inzicht te krijgen in het proces van ruimtelijke differentiatie. Zijn inductieve werkwijze was gebaseerd op grondig en omvangrijk veldwerk (geïnspireerd door vooral het werk van zijn collega, de befaamde antropoloog Alfred Kroeber).

## Agricultural origins and dispersals
Sauer heeft grote belangstelling gehad voor de destructieve effecten van de kolonisering van ongerepte gebieden. Zijn onderzoek richtte zich op de historische relatie tussen mens en omgeving en meer specifiek op de spreiding van landbouw en de daaraan gerelateerde technieken over de wereld. In zijn in 1952 verschenen studie Agricultural origins and dispersals ging hij uit van de aanwezigheid van een beperkt aantal agrarische kerngebieden (agricultural hearths). Deze kerngebieden zijn tropisch Zuid-Azië, subtropisch Klein-Azië, de valleien in het noordelijk deel van het Andesgebergte en het centrale deel van Mexico. Deze gebieden hadden volgens Sauer de gunstigste condities voor agrarische innovatie en van hier uit spreidden de vernieuwingen in techniek, organisatie en methoden zich over de rest van de continenten uit. Dit onderzoek van Sauer en zijn leerlingen vormden het begin van een reeks van studies op het gebied van innovatiediffusie.

## Historische geografie
Sauer zag het doel van de historische geografie aanvankelijk als het bestuderen van de opeenvolgende veranderingen in het cultuurlandschap, later als de studie van de landschappen uit het verleden. In 1940, bij zijn aantreden als voorzitter van de Association of American Geographers (AAG), nam hij scherp stelling tegen de verwaarlozing van het historische element in het geografisch onderzoek. Ook de groter wordende scheiding tussen sociaal en fysisch geografen werd door hem betreurd. Toen Sauer in 1948 bij het 50-jarig bestaan van de AAG werd uitgenodigd een hoofdstuk over historische geografie te schrijven weigerde hij dit uit teleurstelling over de richting waarin de geografie zich in de naoorlogse periode ontwikkelde.

## Kritiek
In de periode 1955-1975 moest Sauer vaststellen dat zijn opvattingen over het wezen van de culturele geografie geleidelijk aan minder weerklank vonden. In die periode veranderde het karakter van de geografie door de zogenaamde kwantitatieve revolutie. Algemene theorieën, modellen en kwantitatieve onderzoeksmethoden lieten geen ruimte meer voor de historische en culturele aspecten van de geografische werkelijkheid.
Ook vanuit de ‘nieuwe culturele geografie’ kwam kritiek op Sauer en de door hem geïnspireerde Berkeley School. Het verwijt was dat het cultuurbegrip te absoluut werd gehanteerd en dat het moderne stedelijk-industriële landschap buiten de belangstellingssfeer van de traditionele culturele geografie viel.